# Pseudoleptochelia mercantilis
Pseudoleptochelia mercantilis is een naaldkreeftjessoort uit de familie van de Leptocheliidae. De wetenschappelijke naam van de soort is voor het eerst geldig gepubliceerd in 1906 door Smith.